# أحمد نياز
أحمد نياز مواليد 17 مارس 1980 في المالديف، هو لاعب كرة قدم مالديفي يلعب كلاعب وسط مع نادي نيو راديانت.

## المسيرة الاحترافية

### أندية لعب لها
- نادي في بي
- نادي نيو راديانت
- نادي فيكتوري